# Icinea
Icinea (în ucraineană Ічня) este orașul raional de reședință al raionului Icinea din regiunea Cernigău, Ucraina. În afara localității principale, mai cuprinde și satele Avhustivka și Bezvodivka.

## Demografie
Componența lingvistică a orașului Icinea
     Ucraineană (97,39%)
     Rusă (2,48%)
     Alte limbi (0,09%)
Conform recensământului din 2001, majoritatea populației orașului Icinea era vorbitoare de ucraineană (97,39%), existând în minoritate și vorbitori de rusă (2,48%).